# Österreichische Hockeyliga Damen B (Halle)
Die Damen B ist die zweithöchste Spielklasse im österreichischen Hallenhockey für Frauen. Die Organisation der Liga obliegt dem Österreichischen Hockeyverband (ÖHV). 

## Modus
Die Liga setzt sich aus sechs Mannschaften zusammen. Diese spielen zuerst einen Grunddurchgang, bestehend aus einem Heim- und Auswärtsspiel gegen die anderen Mannschaften. Die beiden Tabellenführer spielen um den Aufstieg in die Österreichische Hockey-Bundesliga. Der Letztplatzierte steigt in die Damen C Liga ab.
Die Relegationsspiele finden zwischen dem Fünftplatzierten der Bundesliga und dem Zweitplatzierten der Damen B, wie dem Sechstplatzierten der Bundesliga und dem Erstplatzierten der Damen B statt. Die Gewinner sind berechtigt, an der Bundesliga der folgenden Saison teilzunehmen.

## Saison 2019/20

### Tabelle
| Pl. | Club                | Sp. | S | U | N | Tore | Diff. | Punkte |  |
| --- | ------------------- | --- | - | - | - | ---- | ----- | ------ |  |
|     | NAVAX Universitas   |     |   |   |   |      |       |        |  |
|     | Westend             |     |   |   |   |      |       |        |  |
|     | Prater              |     |   |   |   |      |       |        |  |
|     | HG Mödling          |     |   |   |   |      |       |        |  |
|     | Schönbrunn          |     |   |   |   |      |       |        |  |
| .   | HC Wiener Neudorf 2 |     |   |   |   |      |       |        |  |

| Zum Saisonende 2019/20: |                                        |
|                         |                                        |
|                         | Teilnahme an Damen B Bundesliga        |
|                         | Relegation gegen den 5. der Bundesliga |
|                         | Relegation gegen den 6. der Bundesliga |
|                         | Abstieg in Damen C                     |